# MWconn
MWconn ist eine geräteunabhängige Windows-Software zur Initiierung und Überwachung von Datenverbindungen in das mobile Internet (GPRS, UMTS) unabhängig vom Netzbetreiber. MWconn wird seit 2006 entwickelt und ist als Freeware verfügbar. Der Funktionsumfang der Software ist vergleichbar mit anderen – teils kostenpflichtigen – unabhängigen Einwahlprogrammen wie zum Beispiel MultiNetwork Manager Pro (Windows-Shareware) und launch2net (Mac OS X). MWconn wird seit 2007 in der deutschsprachigen Fachliteratur zu Systemadministration und Connectivity als Standardlösung für herstellerunabhängige Einwahlsoftware genannt. Seit März 2010 ist ein Debian-Paket für Ubuntu-Linux verfügbar, zur Unterscheidung trägt dieses Programm den Namen ixconn.

## Hintergrund
Die Einwahl in das mobile Internet ist in der Regel auch mit eigenen Mitteln des Betriebssystems möglich. Trotzdem werden dafür häufig spezialisierte Einwahlprogramme verwendet. Vorteile dieser Programme für den Anwender sind in erster Linie umfangreichere Überwachungsfunktionen für Verbindungsqualität und Netzwahl sowie Protokollfunktionen für die Kostenkontrolle. Je nach Software sind auch Vorteile für Internetanbieter zu erkennen: Werbung durch ständig sichtbare Logos, Sperren fremder Mobilfunknetze, Integration spezieller Mechanismen für die Tarifauswahl.
MWconn wurde ursprünglich entwickelt, um den Einsatz auf Notebooks mit geringer Leistung oder mit kleiner Bildschirmauflösung zu erleichtern. Daraus ergaben sich die Ziele von möglichst geringer Prozessorlast und wenig Hauptspeicherbedarf sowie einem minimalen Platzbedarf auf dem Bildschirm. Daneben sollten die Nachteile von Einwahlprogrammen aus der Hand von Internetanbietern für den Nutzer vermieden werden, daher enthält MWconn keine Werbung und keine netzspezifischen Einschränkungen.

## Geschichte
Die deutschen Softwareentwickler Markus Weber und Raimond Eisele (GUI-Entwurf) begannen die Entwicklung von MWconn im Februar 2006. Das Programm wurde zunächst nur für den Eigenbedarf als ressourcensparender Ersatz für die damals ausgelieferte Software des Netzbetreibers entwickelt. Anfangs beherrschte MWconn nur die Einwahl ins mobile Internet. Trotz dieses minimalen Funktionsumfangs verbreitete sich das Programm per Mail unter den Nutzern einzelner Mobilfunk-Foren. Laufende Kritik an fehlenden Funktionen führte nach und nach zu Ergänzungen. Im Januar 2009 gehört MWconn zu den Kommunikationsprogrammen mit einem großen Funktionsumfang.

### Lizenz
MWconn wird als Freeware deklariert. Diese Einstufung trifft im Gegensatz zu freier Software keine klare Aussage zum rechtlichen Rahmen. Erst die genaueren Ausführungen in der Bedienungsanleitung zeigen, dass das Programm frei kopiert, weitergegeben und sowohl privat als auch kommerziell unentgeltlich genutzt werden darf. Die Veränderung des Programms sowie die gemeinsame Weitergabe mit anderen Produkten sind nur mit Genehmigung gestattet.

### Versionsgeschichte
Neben der regelmäßigen Aufnahme weiterer Geräteunterstützungen gab es die folgenden wesentlichen Schritte in der Entwicklung.
- Version 0.4, Februar 2006: erste veröffentlichte Version, nur Einwahl möglich
- Version 0.5, März 2006: erste zum Download bereitgestellte Version, Anzeige von Signalstärke, Betriebsart und Netzbetreiber
- Version 1.0, Juli 2006: Zweisprachigkeit (deutsch, englisch), Qualitätsüberwachung der Verbindung
- Version 2.0, Dezember 2006: grafische Konfigurationsoberfläche
- Version 3.0, April 2007: Kontextmenü und weitere Funktionen eingeführt
- Version 4.0, Februar 2008: neue Oberflächenkomponente, Start als Windows-Systemdienst möglich
- Version 5.0, April 2009: SMS-Manager, Standardeinstellungen per Wiki downloadbar

### Programmversion für Ubuntu
Nachdem Anfang 2010 mehrfach Teil-Portierungen von MWconn für das Linux-Betriebssystem Ubuntu veröffentlicht wurden, ist seit März 2010 ein Debian-Paket verfügbar.
Zur Unterscheidung trägt dieses auf GTK aufsetzende und ebenfalls in C entwickelte Programm den Namen ixconn.

## Beschreibung der Software

### Funktionsumfang
Neben den sonst bei Einwahlprogrammen üblichen Funktionen, wie beispielsweise Netz- und Betriebsartwahl, Anzeige von Datenvolumen, Onlinezeit, und Heimbereich-Status, automatischem Start und Verbindungsüberwachung besitzt MWconn mehrere besondere Funktionen.
- Anzeige von PLMN-Kennung, Cell-ID, Akku-Ladezustand und genauer Signalstärke in dBm
- Repräsentation als einzeiliges Minifenster und als sich filigran veränderndes Taskleisten-Icon
- Warnung bei Volumen-, Onlinezeitüberschreitung, Netzwechsel, Zellenwechsel, Akkufüllstand
- Analysefunktionen für Datenvolumenverbrauch, Netlockermittlung, derzeit empfangbare Netze inklusive der jeweiligen Signalstärke[2]
- Abfrage- und Auflademöglichkeit für Prepaidkarten
- Skriptfähigkeit, Fernsteuern externer Programme per Anruf oder SMS
- Start als Windows-Systemdienst mit eigenem Frontend

Speziell für den Fall, dass wechselweise verschiedene Mobilfunknetze verwendet werden und auf eine automatische Netzwahl nicht verzichtet werden soll, kann eine „Liste erlaubter Netze“ vorgegeben werden. Das Programm warnt dann per Bildschirmmeldung, sobald sich das Gerät in ein nicht gewünschtes Netz einbucht. Der Anwender hat die Möglichkeit, diesem Netzwechsel zuzustimmen oder die Verbindung zu beenden.
Für eine Reihe von Internetanbietern sind Standardeinstellungen vorhanden. Diese können von jedermann zentral im projekteigenen Wiki ergänzt werden. Die Daten lassen sich von MWconn direkt aus dem Wiki einlesen und stehen damit sofort auch allen anderen Benutzern zur Verfügung.
MWconn enthält kein Installationsprogramm für die Treibersoftware von Funkdatenkarten. Es ist auch kein integriertes Hilfesystem vorhanden, der Benutzer ist auf die beiliegende Anleitung (PDF) angewiesen. Das Styling der Programmoberfläche kann nicht mittels frei definierbarer Skins angepasst werden. Auch wenn vereinzelt Quellcode-Auszüge veröffentlicht wurden, um parallele Software-Projekte zu unterstützen, handelt es sich nicht um ein quelloffenes Programm. Zwar werden dadurch die Vertraulichkeit kundenspezifischer Anpassungen geschützt und ein einheitlicher Entwicklungszweig sichergestellt, eigene Programmanpassungen sind jedoch nicht möglich.

### Installation und Konfiguration
MWconn besitzt kein eigenes Installationsprogramm, sondern eine integrierte Installationsfunktion. Wird es als MWconn.exe in einem leeren Ordner gestartet, führt es eine Installation durch, die lediglich darin besteht, dass es Kopien von sich selbst anfertigt und diesen unterschiedliche Dateinamen gibt. Es erfolgen keine Eintragungen in die Registrierungsdatenbank. Dadurch kann das Programm später rückstandsfrei durch Löschen des Installationsordners entfernt werden.
Die Konfiguration kann sowohl per grafischem Konfigurationsprogramm CONFIG.exe erfolgen als auch über eine direkt editierbare Textdatei, in welcher die einzelnen Parameter zusammen mit kurzen Hilfetexten gespeichert sind. Obwohl MWconn verschiedene Programmdateien für unterschiedliche Aufgaben kennt, beispielsweise MWconn.exe, UMTS.exe, GPRS.exe, CONFIG.exe, und CONTROL.exe, handelt es sich dabei inhaltlich immer um die gleiche Datei. Das heißt, eine neue Instanz dieser Datei kann durch Kopieren und Umbenennen erzeugt werden.
Das Programm ist mit 0,3 MB vergleichsweise klein. Dies ermöglicht den Einsatz auf Subnotebooks und älteren, leistungsschwächeren Notebooks.

### Dokumentation und Sprachunterstützung
Zu MWconn gehört eine bebilderte, ca. 50-seitige Anleitung (PDF). Sie enthält neben Informationen zum Programm selbst auch Hinweise zu angrenzenden Themen, beispielsweise zu Wählverbindungskonfiguration, UMTS-Antennen und PC-Fernsteuerung. Die automatisch generierte, lesbare Konfigurationsdatei beschreibt jeden Parameter mit einem kurzen Hilfetext. Eine ins Programm integrierte kontextsensitive Online-Hilfe existiert nicht.
Ursprünglich waren Programmoberfläche und Bedienungsanleitung nur in Deutsch verfügbar. Seit Juli 2006 kann die Programmoberfläche auf Englisch umgeschaltet werden. Die Hilfetexte in der Konfigurationsdatei werden in beiden Sprachen erzeugt. Die seit der Version 2.0 ab Dezember 2006 zur Verfügung stehende grafische Konfigurationsoberfläche wurde von Anfang an zweisprachig entwickelt. Seit April 2008 steht neben der deutschen auch eine englische Bedienungsanleitung (PDF) zur Verfügung.

## Support und kundenspezifische Anpassungen
In erster Linie helfen sich die Anwender bei Problemen mit dem Programm gegenseitig. Weitere Unterstützung erfolgt durch den Autor per Mail, ein Anspruch darauf wird dem Benutzer jedoch nicht garantiert.
Es existieren mehrere kundenspezifische Versionen des Programms. Diese unterscheiden sich meist durch ein eigenes Unternehmens-Logo sowie durch einzelne funktionale Anpassungen. Beispiele hierfür sind Oberfinanzdirektion Koblenz, Nägele-Capaul Communications AG (Schweiz) und der Finanzdienstleister MLP AG.

## Verbreitung
Über die programmeigene Webseite erfolgten im Jahr 2009 280.000 Downloads (140.000 in 2008). Daneben existieren – wie bei Freeware üblich – einige weitere Downloadmöglichkeiten sowie Multiplikatoren, beispielsweise durch den Einsatz in Unternehmen durch Vorinstallation auf Notebook-PC-Flotten. Dadurch ist die tatsächliche Anzahl an Installationen nicht ermittelbar. MWconn ist hauptsächlich im deutschsprachigen Raum verbreitet. Etwa ein Drittel aller Zugriffe erfolgt über die englischsprachige Einstiegsseite.
Durch im Vergleich zu anderer Einwahlsoftware zusätzliche Eigenschaften wie Skriptfähigkeit und Fernsteuerbarkeit wird MWconn auch für Fernwirkaufgaben und bei der automatisierten Messwerterfassung eingesetzt.